# 谷川未佳
谷川未佳（たにがわみか、1982年3月2日 - ）は、日本の俳優。劇団リリパットアーミーII所属。
京都府出身、血液型はA型。

## 人物
2003年、「ちゃちゃちゃ」のキャストオーディションを兼ねたワークショップを経て入団。非常に感性が豊かな役者で、コミカルな役からユニセックスな役、少年や着物を着たしっとりした役までもこなす。役者の傍ら、劇団の製作をもこなす。

## 出演

### 舞台

#### 2008年
- リリパットアーミーII『罪と、罪なき罪』 - 谷山ヨシ役

#### 2009年
- ラックシステム15周年記念公演第一弾 『お弔い』
- ラックシステム15周年記念公演第二弾 『お祝い』
- キッカケ論 『黄色いカラスのいる広場』
- 新歌舞伎座主催 赤井英和主演 『わが町』

#### 2010年
- ラックシステム15周年記念公演第三弾 『お代り』
- 美津乃あわ一人芝居 『ぬくい女』（衣装）
- リリパットアーミーII 25周年記念公演第一弾 『罪と、罪なき罪』 - 谷山ヨシ役
- リリパットアーミーII 25周年記念公演第二弾 『kisses』

#### 2011年
- リリパットアーミーII 25周年記念公演 『音楽の時間』
- 天童よしみ特別公演 『夫婦善哉外伝 雨宿り恋歌』
- リリパットアーミーII アトリエ公演 『国語の時間』

#### 2012年
- ラックシステム新春公演 『体育の時間』
- 天童よしみ特別公演 夫婦善哉外伝「雨宿り恋歌」 作・演出：わかぎゑふ
- スクエアvol.30「ワンサ」 作：森澤匡晴 演出：上田一軒
- 劇団レトルト内閣 第19回本公演「金色夜叉オルタナティブ」 作・演出：三名刺繍
- 玉造小劇店配給芝居 vol.10 リリパットアーミーII「傀儡女〜時の男最終章」 作・演出：わかぎゑふ

## 関連人物
- リリパットアーミーII
- わかぎゑふ
- 朝深大介
- コング桑田
- 生田朗子
- 野田晋市
- 千田訓子
- 上田宏 (俳優)
- 祖父江伸如
- 福井千夏